# Richard Queck
Richard Queck (4 novembre 1888 – 20 dicembre 1968) è stato un calciatore tedesco, di ruolo attaccante.